# SETI

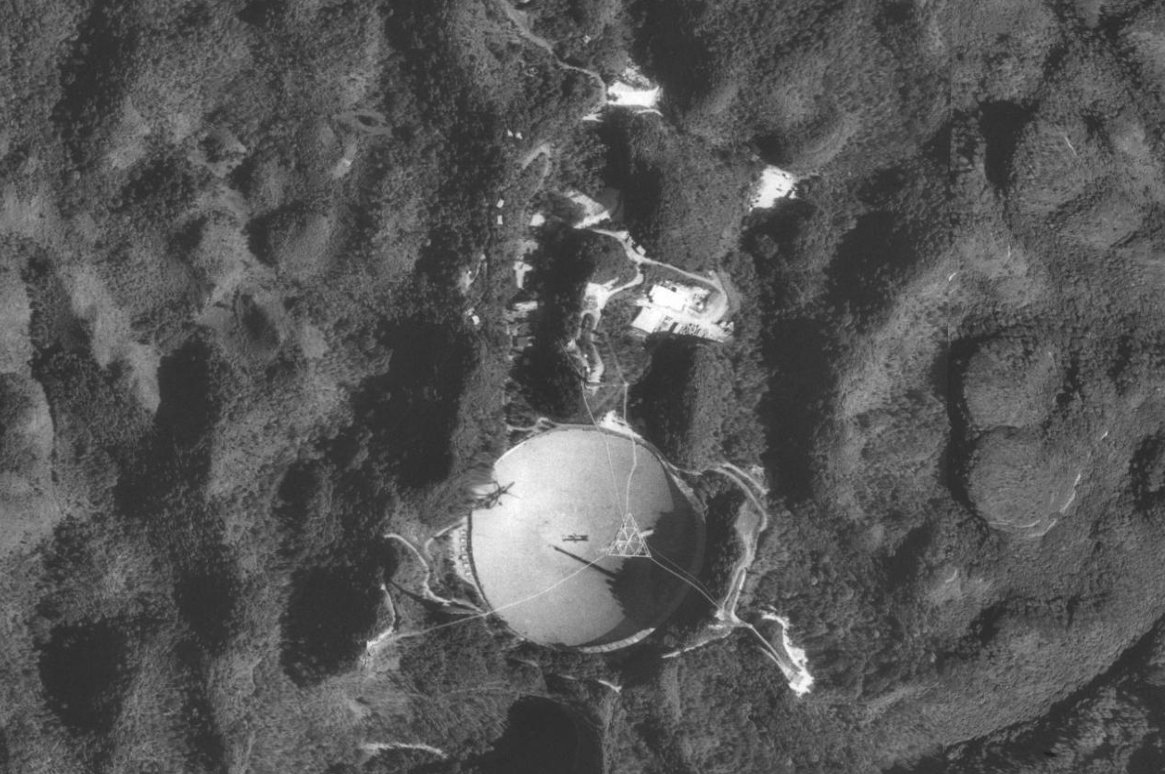
Radiotelescópio de Arecibo

SETI (sigla em inglês para Search for Extraterrestrial Intelligence, que significa Busca por Inteligência Extraterrestre) é um projeto que tem por objetivo a constante busca por vida inteligente no espaço. Uma das abordagens, denominada radio SETI, visa analisar sinais de rádio de baixa frequência captados por radiotelescópios terrestres (principalmente pelo Radiotelescópio de Arecibo), uma vez que este tipo de sinal não ocorre naturalmente, podendo ser interpretado como evidência de vida extraterrestre.

## História
A ideia de comunicação com inteligências extraterrestres não é nova. Gauss, conforme relatado por Camille Flammarion, havia proposto o envio de sinais para a Lua, na forma da representação do teorema de Pitágoras.

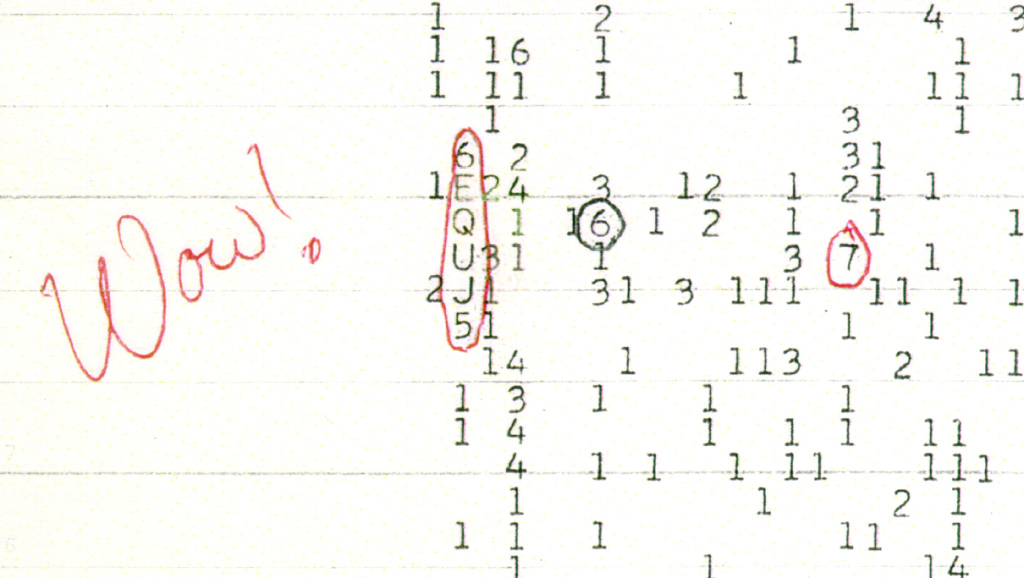
Sinal Wow!

O programa SETI OSU ganhou fama em 15 de agosto de 1977, quando Jerry Ehman, um voluntário do projeto, testemunhou um sinal surpreendentemente forte recebido pelo telescópio. Ele rapidamente circulou a indicação em uma cópia impressa e rabiscou a exclamação "Wow!" na margem. Apelidado de Sinal Wow!, é considerado o melhor sinal de rádio extraterrestre já descoberto, mas não foi detectada novamente em várias pesquisas adicionais.
Em 2015, em Londres, o empresário russo Yuri Milner, juntamente com o físico Stephen Hawking, anunciaram suas intenções de fornecer US$ 100 milhões em financiamento ao longo da próxima década para os melhores pesquisadores do SETI, através do projeto "Breakthrough Listen" que permitirá que novos levantamentos de dados  rádio e ópticos possam ocorrer usando os mais avançados telescópios.

### PANOSETI
A equipe do SETI, no início de 2020, concluiu a instalação de dois telescópios protótipos prontos para capturar coletivamente todo o céu observável. O PANOSETI é a primeira coleção de telescópios dedicada, capaz de procurar sinais de domínio em tempo rápido. O objetivo é aumentar a área do céu pesquisada, os comprimentos de onda cobertos, o número de sistemas estelares observados e a duração do tempo monitorado. O projeto final do PANOSETI abrigará uma cúpula geodésica de 80 telescópios inovadores por observatório, que podem perscrutar cerca de um terço do céu todas as noites.

## SETI@home

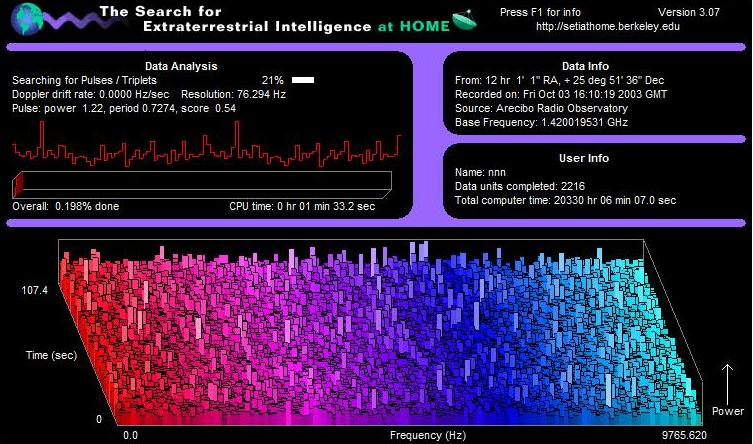
SETI@home em execução

SETI@home é um projeto feito com base nas pesquisas do projeto SETI que utiliza os dados coletados por ele, dividindo-os em pequenos trechos que possam ser analisados por computadores pessoais comuns. Para isso, o projeto conta com a participação voluntária dos internautas, que "emprestam" o tempo de processamento de seus computadores para a análise desses sinais de rádio.
Assim, ao se conectar à Internet, o usuário cadastrado do SETI carrega dados coletados por um radiotelescópio no seu computador que serão analisados durante o tempo livre do processador. Após essa análise, os resultados são retransmitidos ao controlo do projeto.
Essa versão do projeto SETI@home migrou para a plataforma BOINC.
A capacidade de processamento desses voluntários supera em mais de 5 vezes o volume de dados disponíveis para análise, além de, conjuntamente, terem a maior capacidade de processamento criada pelo homem, da ordem de 7,691081e+21 operações em ponto flutuante (Flops).
O Brasil estava na 30ª posição da lista de países que mais colaboraram para o projeto, tendo 68 901 colaboradores que enviaram 6 649 489 resultados.

### SETI@home II
A nova versão do programa de computação distribuída e voluntária é a aplicação pioneira do BOINC - Berkeley Open Infrastructure for Network Computing, um sistema com o que há que mais moderno em termos de Grid e Computação distribuída.
No início de dezembro de 2005, o projeto contava com uma potência computacional de 157 teraFLOPS. Em agosto alcançou a potência de 162 teraFLOPS. Com essa capacidade de processamento, o projeto pode ser considerado o segundo computador mais potente da Terra, tendo apenas menos potência de cálculo que o BlueGene/L, que tem capacidade de 280,7 teraFLOPS.
O projeto conta com a participação de 666 078 usuários de 229 diferentes países, que contribuem com 1 517 850 computadores rodando o projeto (dados de Julho de 2007).
Colocação dos países lusófonos no ranking:
| Posição | País                | Quantidade de utilizadores | Quantidade de pontos |
| ------- | ------------------- | -------------------------- | -------------------- |
| 22º     | Portugal            | 34 956                     | 12 833 582           |
| 30º     | Brasil              | 68 901                     | 6 656 564            |
| 119º    | Macau               | 45                         | 661 174              |
| 131º    | Moçambique          | 13                         | 419 968              |
| 163º    | São Tomé e Príncipe | 4                          | 127 145              |
| 176º    | Angola              | 10                         | 91 865               |
| 189º    | Cabo Verde          | 5                          | 42 897               |
| 219º    | Timor-Leste         | 2                          | 6 599                |
| 225º    | Guiné-Bissau        | 1                          | 537                  |

Fim do SETI@HOME
Em 2 de março de 2020, pesquisadores do Centro de Pesquisa SETI de Berkeley anunciaram que parariam de distribuir novos dados para usuários do SETI@home no final daquele mês. O anúncio é o culminar de uma experiência sem precedentes de mais de 20 anos que envolveu milhões de pessoas de quase todos os países do planeta. Os pesquisadores de Berkeley só conseguiram analisar pequenas porções dos dados do SETI@home. A pausa (com volta indefinida) na parte voltada para o público do experimento foi necessária para analisar as duas décadas completas de dados de radioastronomia que coletaram para ver o que poderiam encontrar.
Embora a parte voltada para o público do experimento, o  SETI@home, possivelmente tenha chego ao fim, os pesquisadores afirmam que o projeto não está morto, e sim hibernando. Depois que a análise de dados estiver concluída, dizem, o SETI@home poderá ser relançado usando dados de outros telescópios, como o MeerKAT na África do Sul ou o telescópio FAST na China. Provavelmente levará um ano ou mais para se ter um sucessor da primeira iteração do programa, afirmam.